# Chiesa di Nostra Signora dell'Assunzione (Grenade)
La chiesa di Nostra Signora dell'Assunzione (in francese: Église Notre-Dame-de-l'Assomption de Grenade) è il principale luogo di culto cattolico di Grenade, in Francia.

## Localizzazione
La chiesa si trova nella cittadina di Grenade, nel dipartimento francese dell'Alta Garonna.

## Storia
Fu l'abbazia di Grandselve, l'istituzione che nel 1290 fondò la città di Grenade, a promuovere la costruzione della chiesa di Nostra Signora dell'Assunzione nel XIII secolo. Nel 1308 papa Clemente V, il primo papa di Avignone, visitò il sito, la cui costruzione venne completata quasi un secolo dopo l'avvio dei lavori, nel 1376.

## Architettura

### Esterno
L'edificio, in stile gotico meridionale, è decorato con un campanile ottagonale di tipo Tolosa del XV secolo, che presenta una coppia di finestre per lato in ogni piano. Sulla sommità vi sono una balaustra ornata da pinnacoli e una guglia di mattoni. La porta monumentale del XIV secolo è sormontato da merli e da una balaustra traforata.

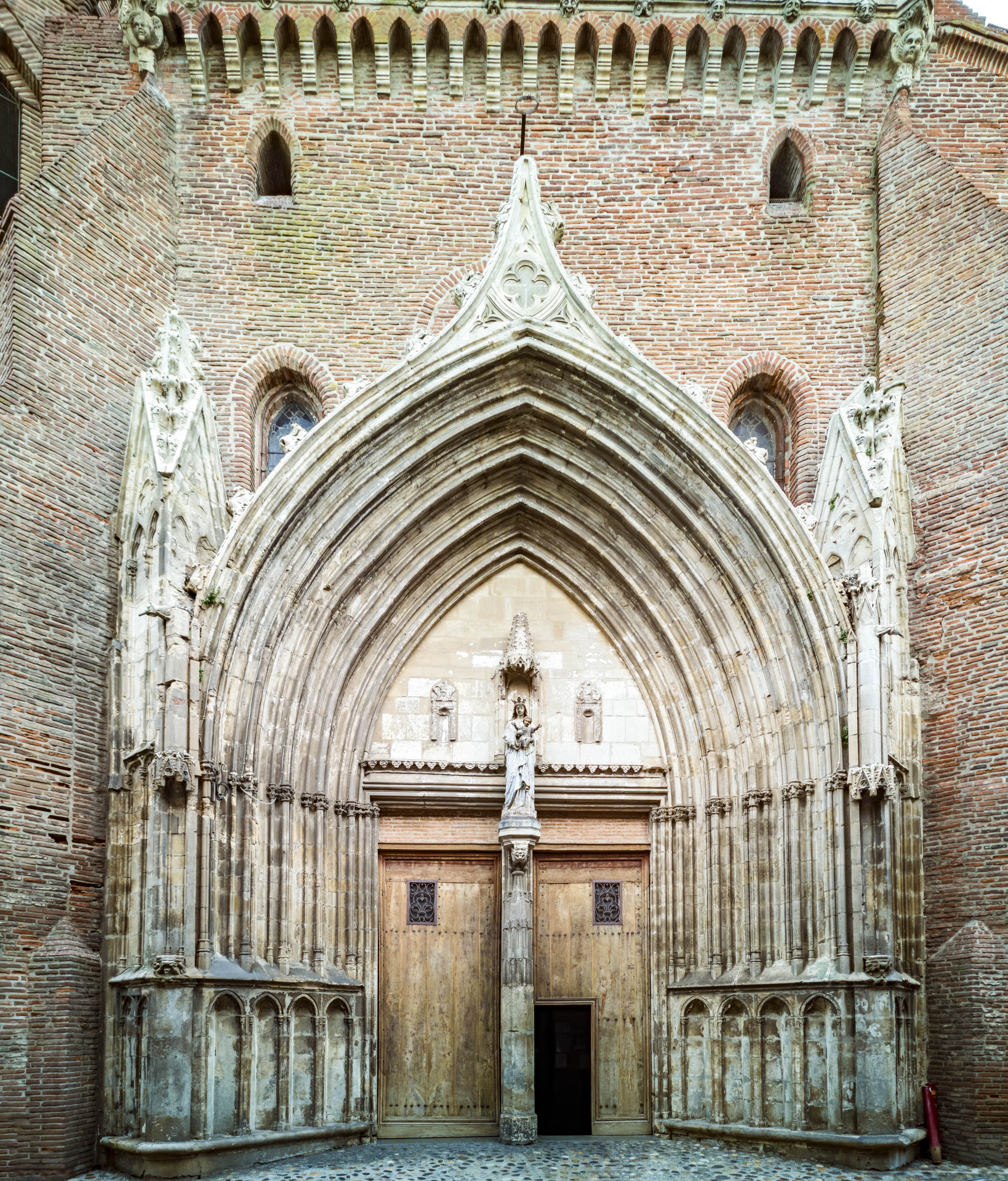
Il portale del XIV secolo.
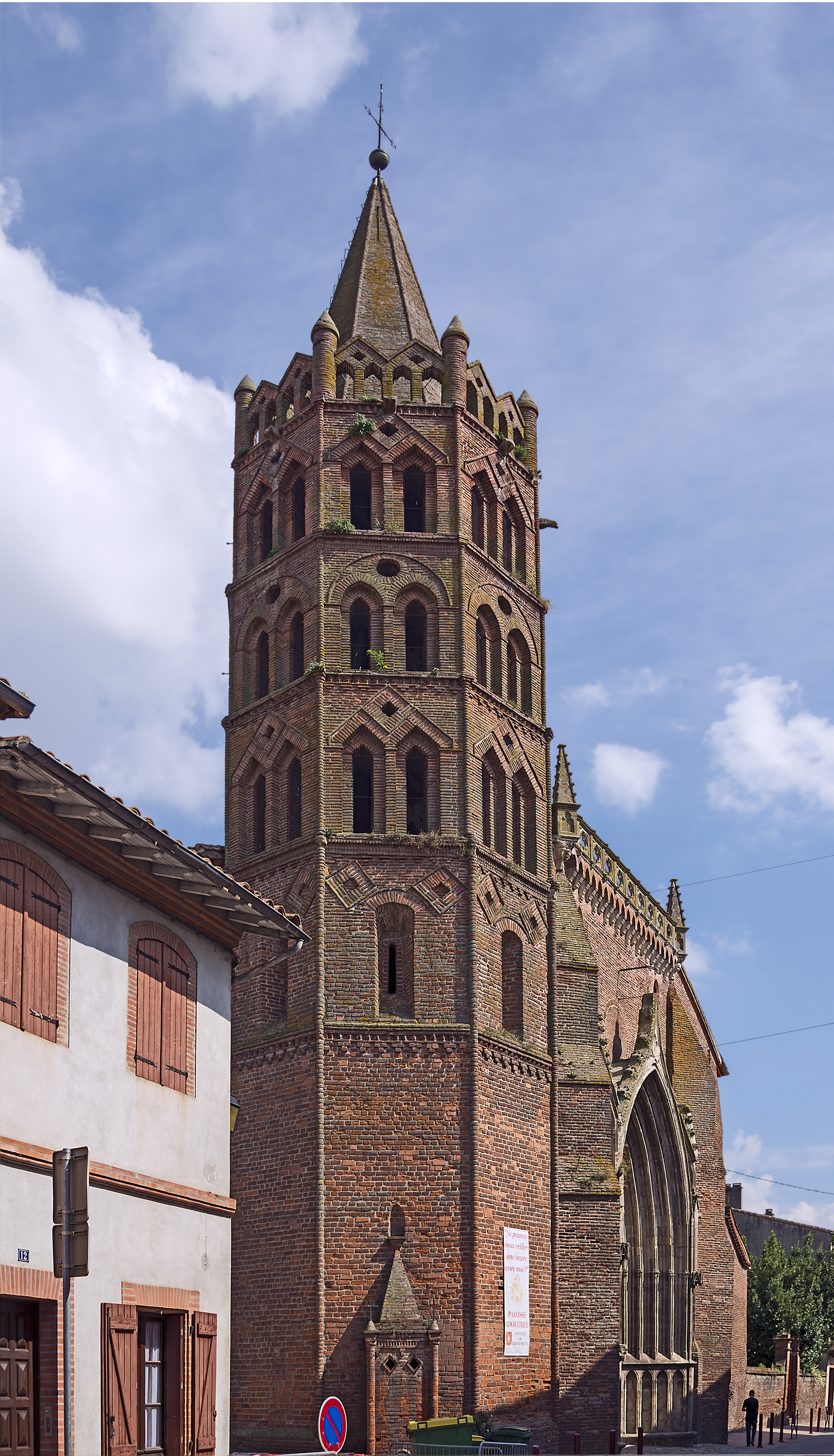
La chiesa e il suo campanile ottagonale.

### Interno

#### Controfacciata
Ai lati dell'ingresso principale vi sono due statue che rappresentano i genitori di Maria: San Gioacchino e Sant'Anna.
Inizialmente fu installato l'organo dell'abbazia di Grand-Selve. Nel 1623 questo rimase danneggiato dal crollo delle volte e della parete anteriore della chiesa. L'attuale organo è un'opera di Aristide Cavaillé-Coll del 1857 e fu installato da uno dei suoi ex studenti, Jules Magen, nel 1867. La parte strumentale dell'organo è classificata come monumento storico, così come la consolle, la finestra, le tre tastiere manuali (retro positivo, 8 giochi, organo grande, 14 giochi, storia espressiva, 8 giochi) e la pedaliera di produzione tedesca con 4 partite.

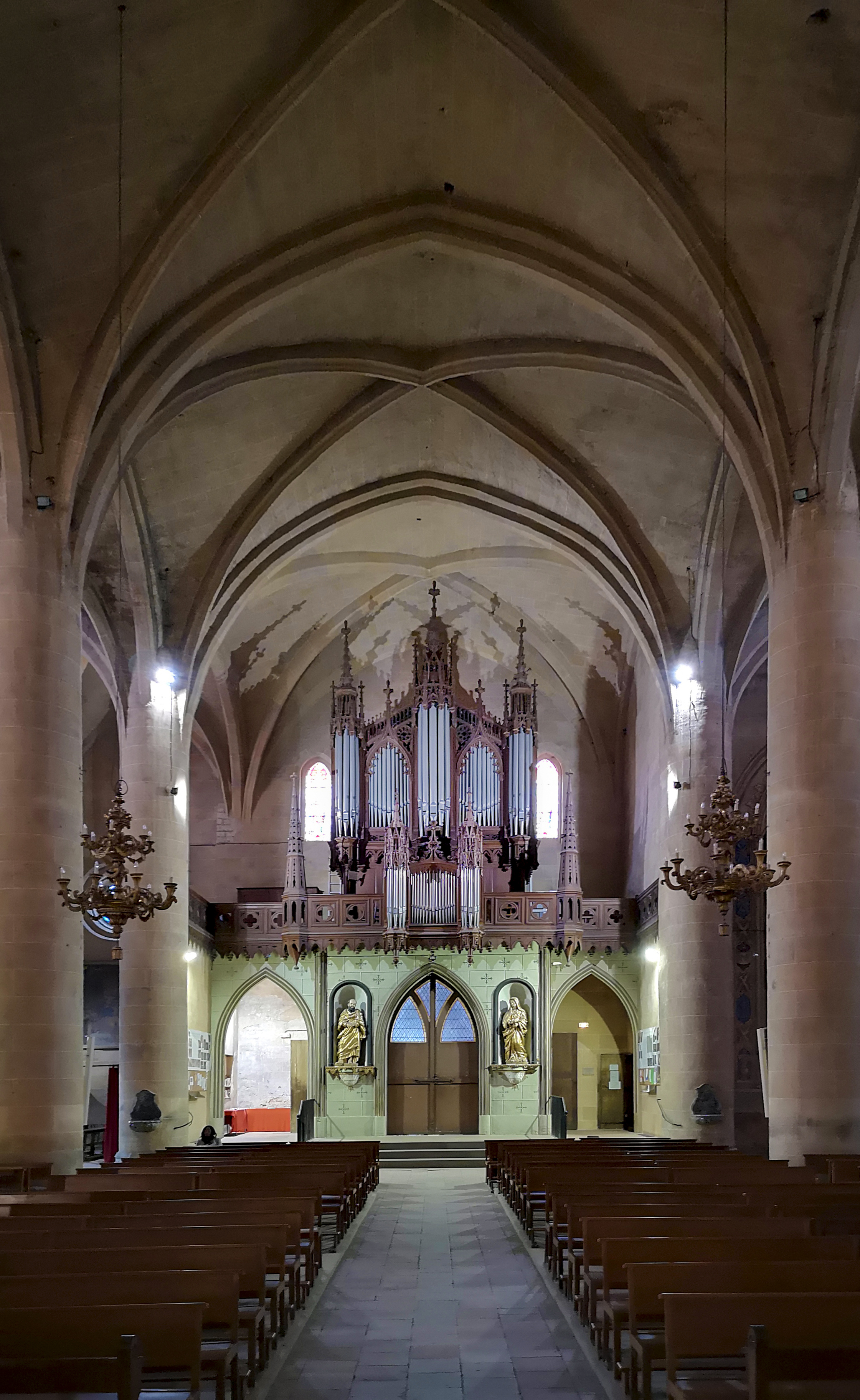
La contro-facciata della chiesa.
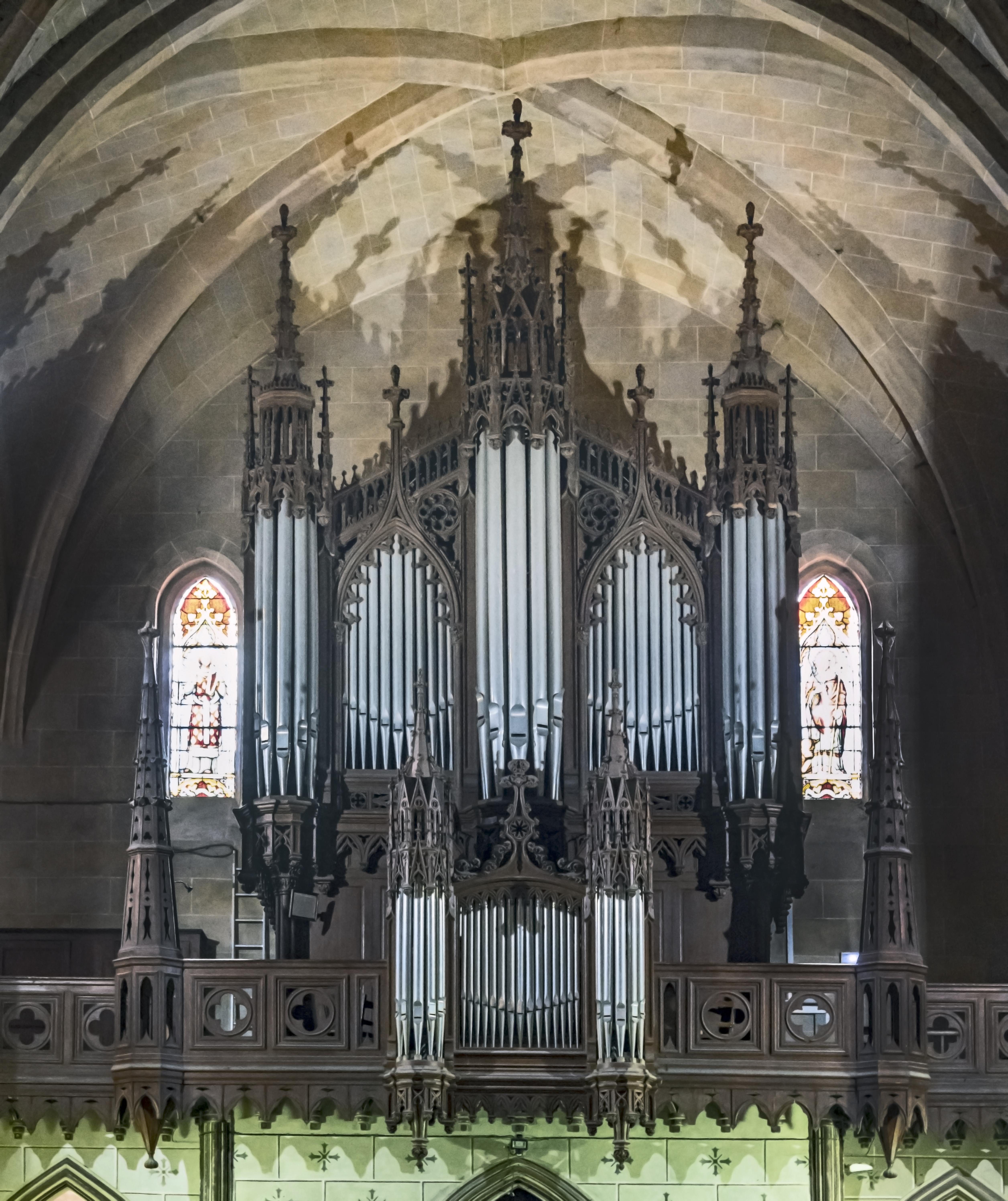
L'organo.
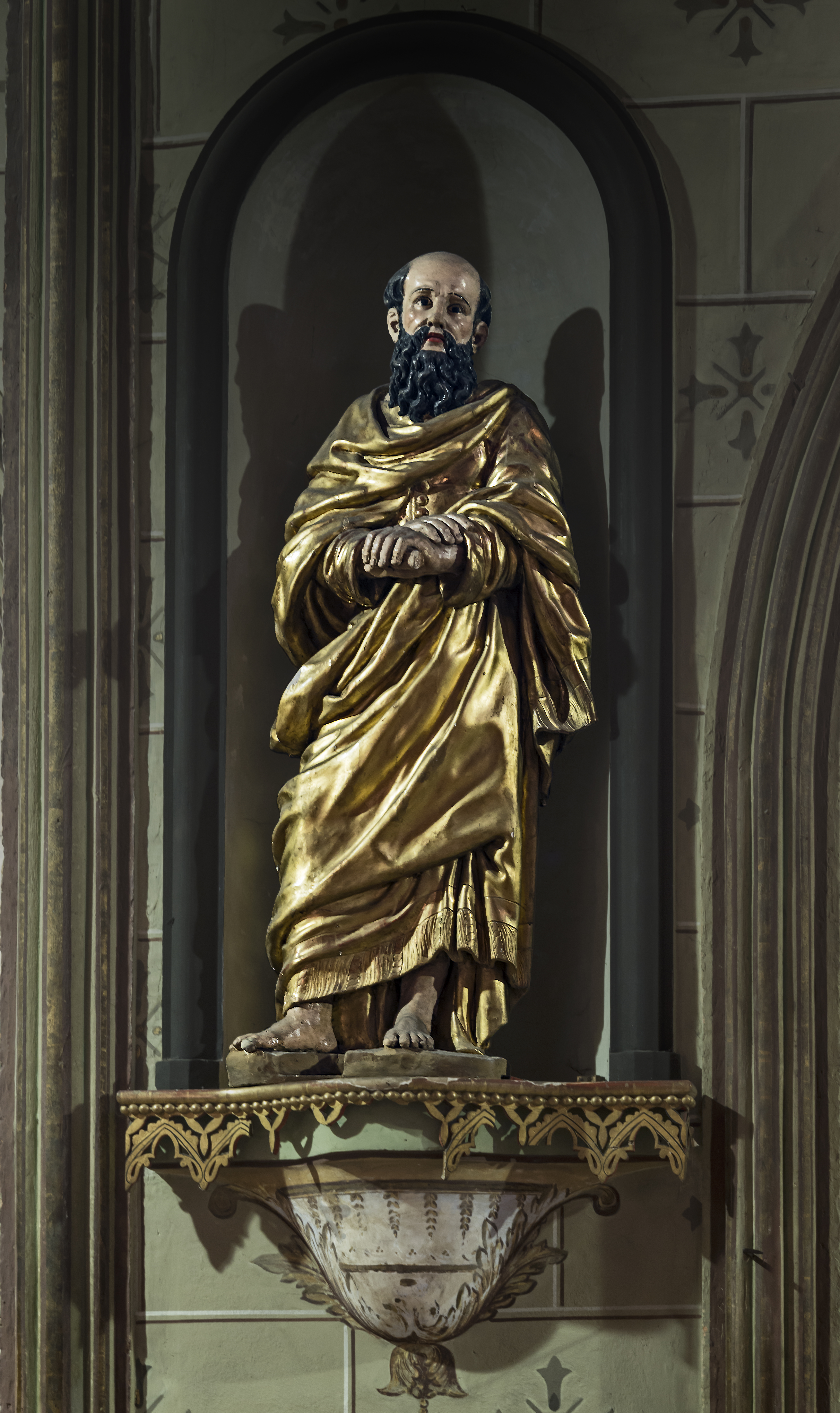
Statua di San Gioacchino
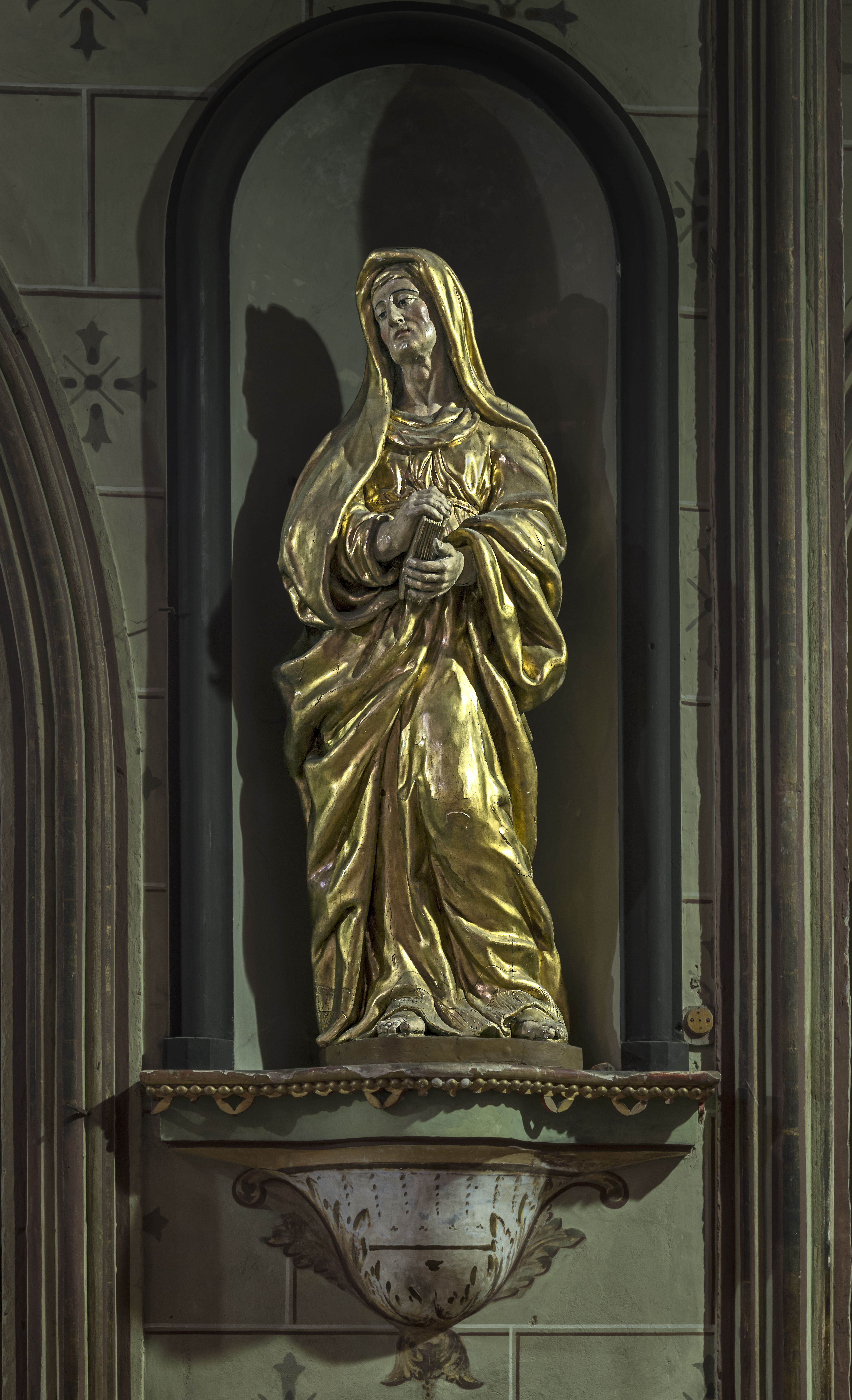
Statua di Sant'Anna

#### Navata
La navata è divisa in tre parti da due file di sette colonne e ricoperta da una volta ogivale di grande eleganza. Ha otto baie. Ai lati sono disposte undici cappelle. Nella prima cappella a sinistra vi è una Pietà in legno policromo realizzata nella metà del XVIII secolo ed è opera del laboratorio di François Lucas.
Il pulpito, in legno dorato dipinto in finto marmo, è di stile barocco. È classificato come monumento storico.
Una delle cappelle custodisce un dipinto della Sacra Famiglia. Esso è un olio su tela di canapa del XVII secolo ed è classificato come monumento storico.
I lampadari in legno dorato sono nove e sono datati al XVIII secolo.
La chiesa ha una collezione di dipinti di grandi maestri della Tolosa dei secoli XVII e XVIII, alcuni dei quali provenienti dall'abbazia di Grandselve, soppressa durante la Rivoluzione francese. L'edificio deve molto del suo interno alle campagne di restauro del XIX secolo.
Sei dipinti, raffigurati La fuga in Egitto, Il matrimonio di Cana, La presentazione al tempio, La purificazione, Cristo tra i dottori e la Pentecoste, sono classificati come monumenti storici. Solo Presentazione di Maria venne restaurato nel 2010. Il dipinto, in origine attribuito a Antoine Rivalz, potrebbe essere in realtà del pittore Antoine Sieye.

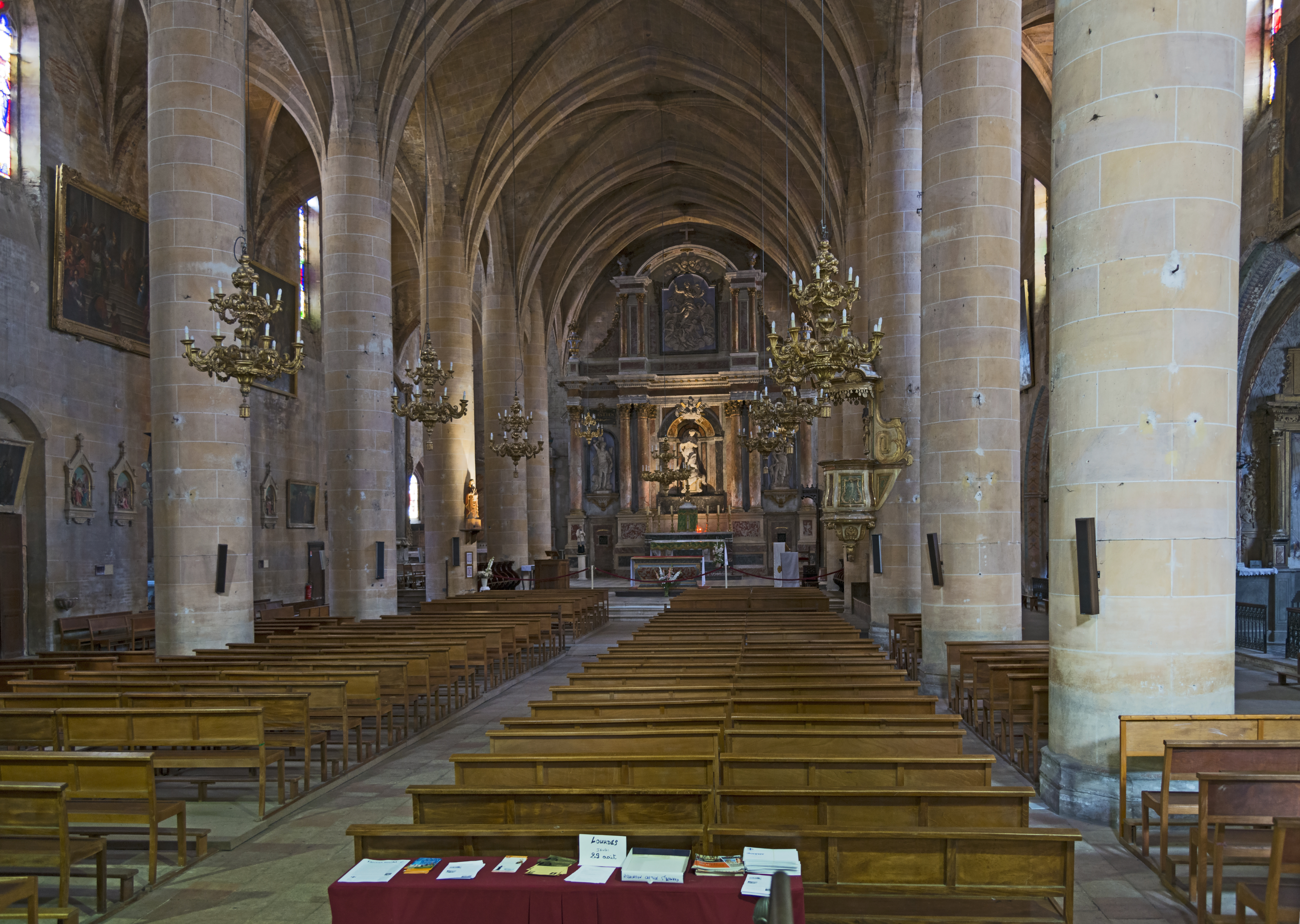
Vista dell'interno.
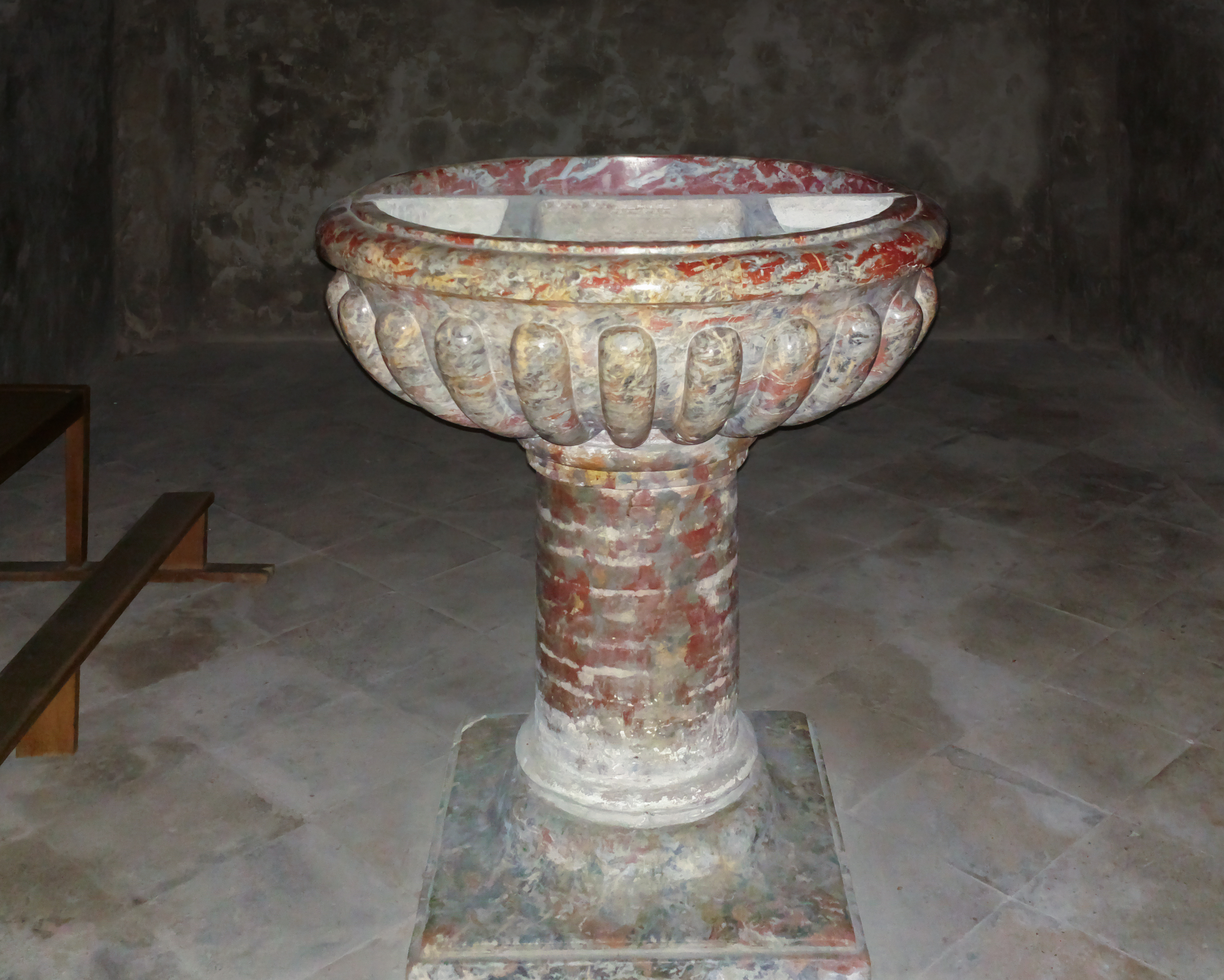
Il fonte battesimale in marmo rosso scanalato.
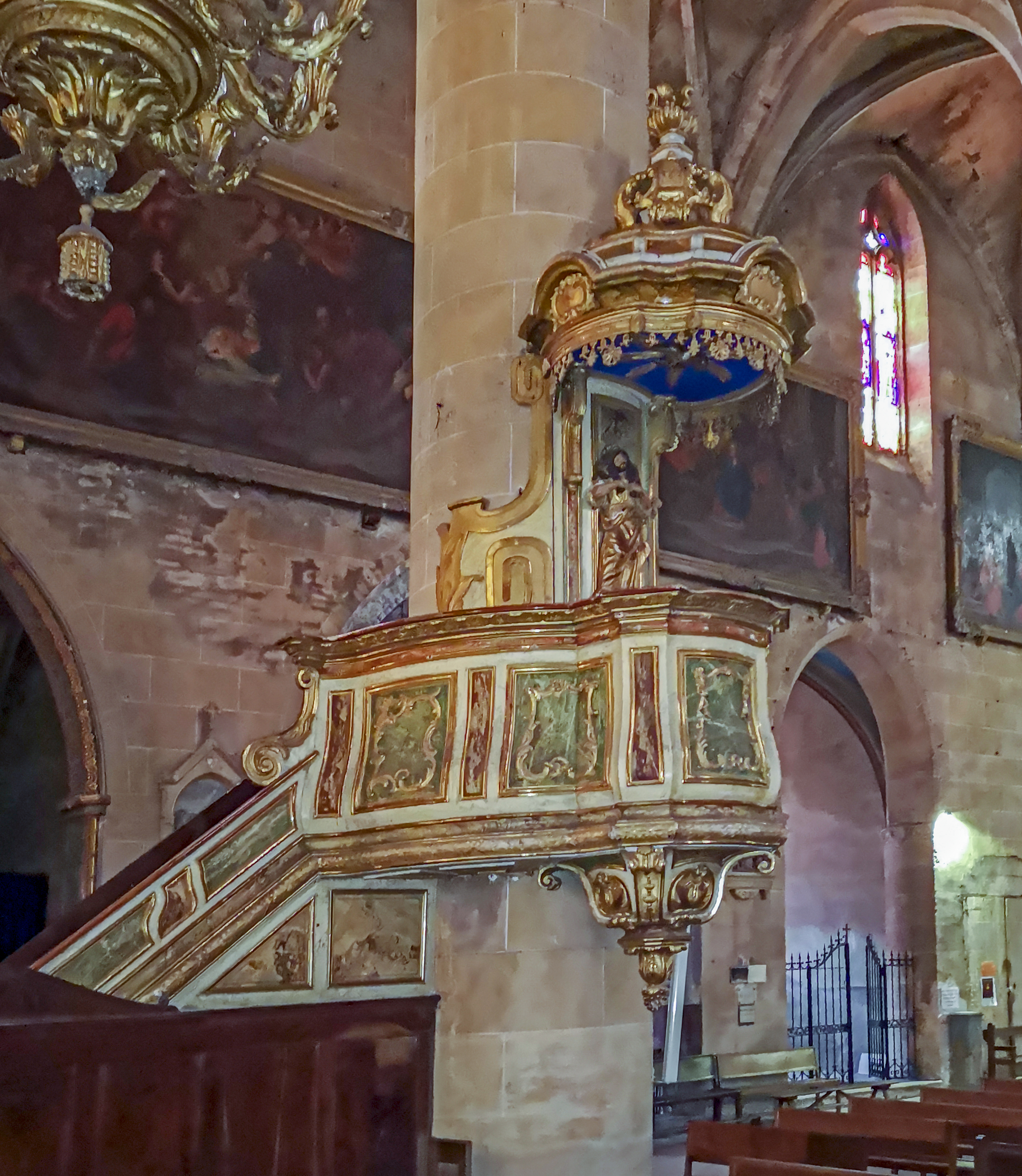
Il pulpito in finto marmo.
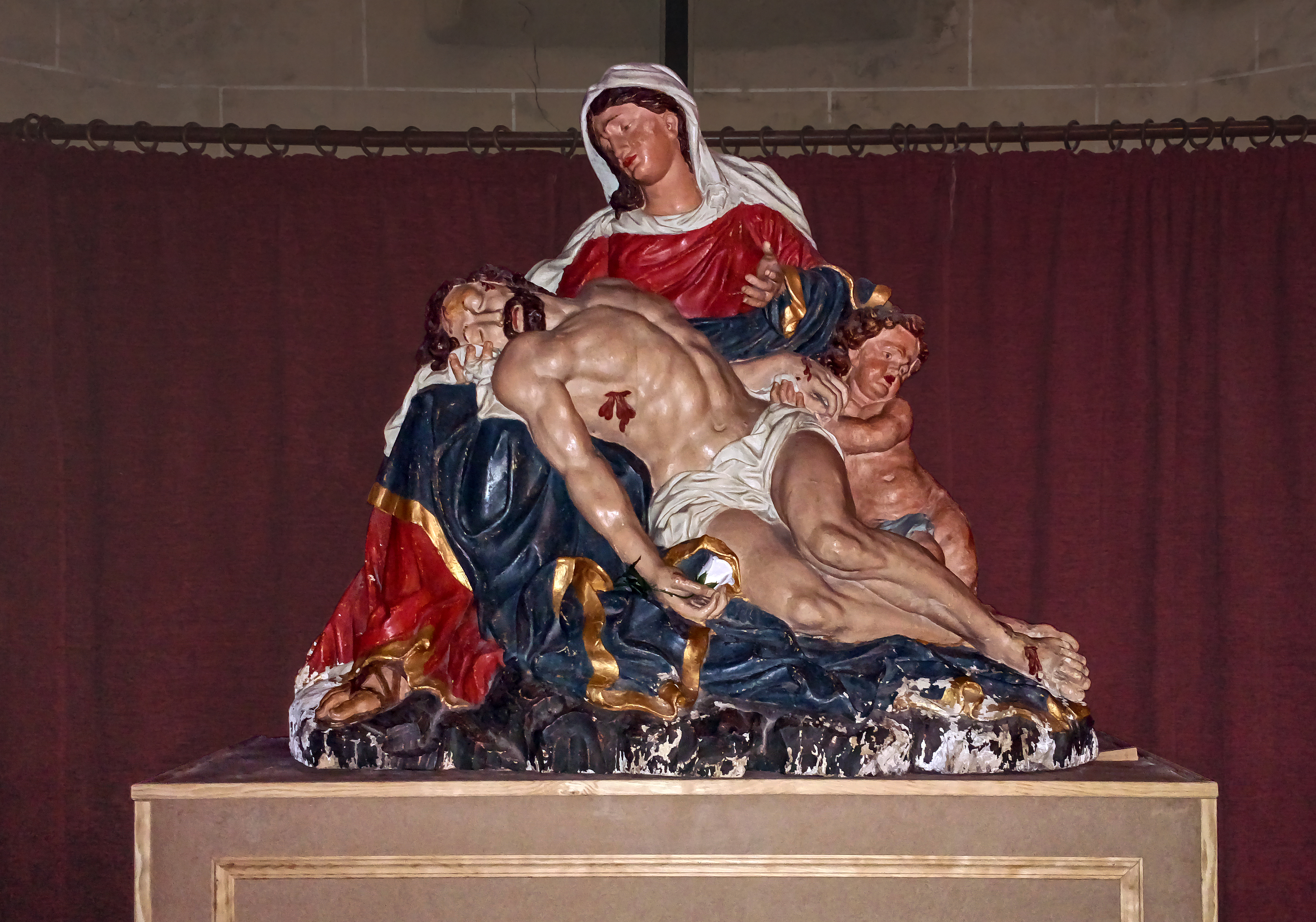
La Pietà di François Lucas.
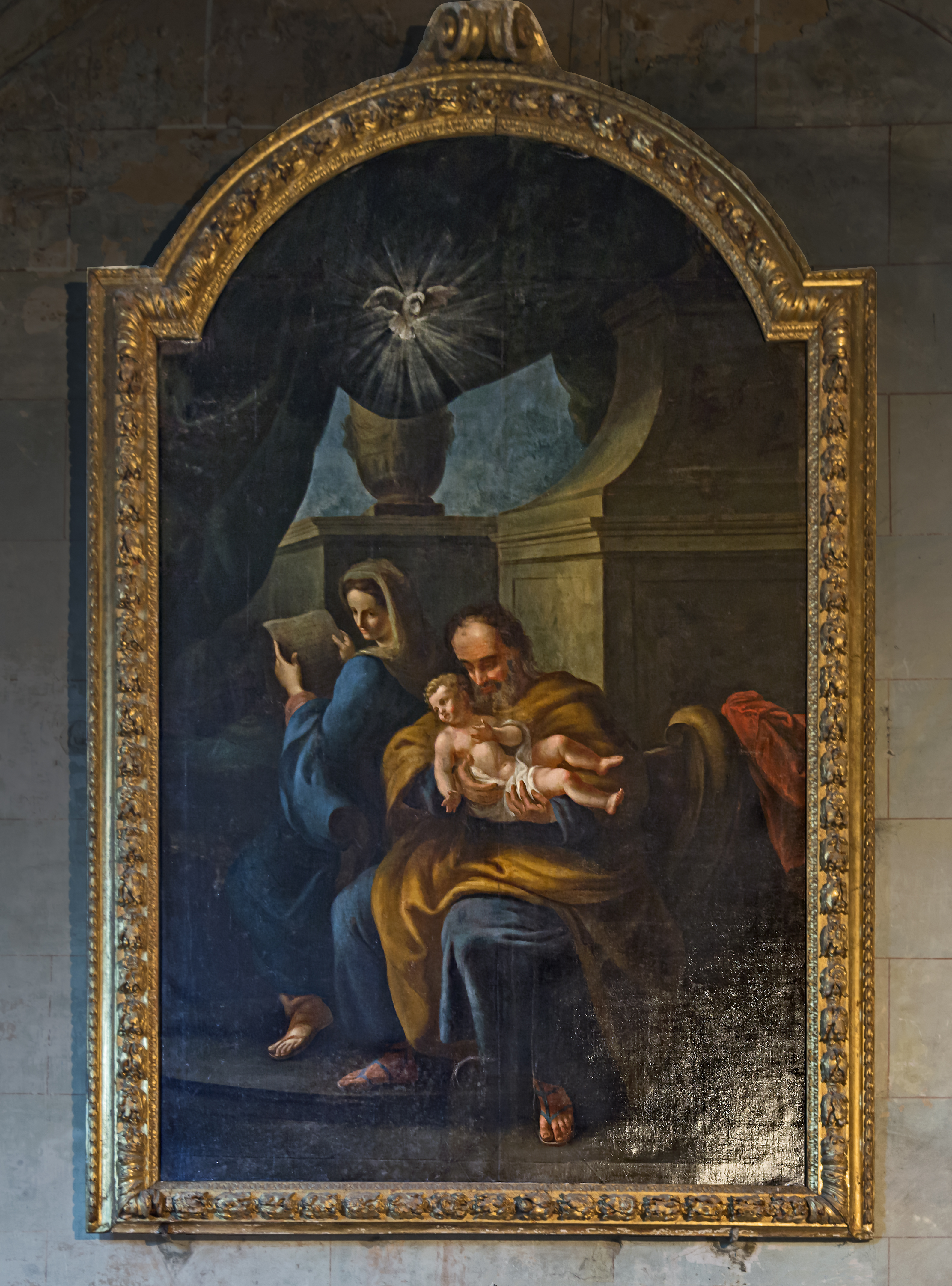
La Sacra Famiglia.
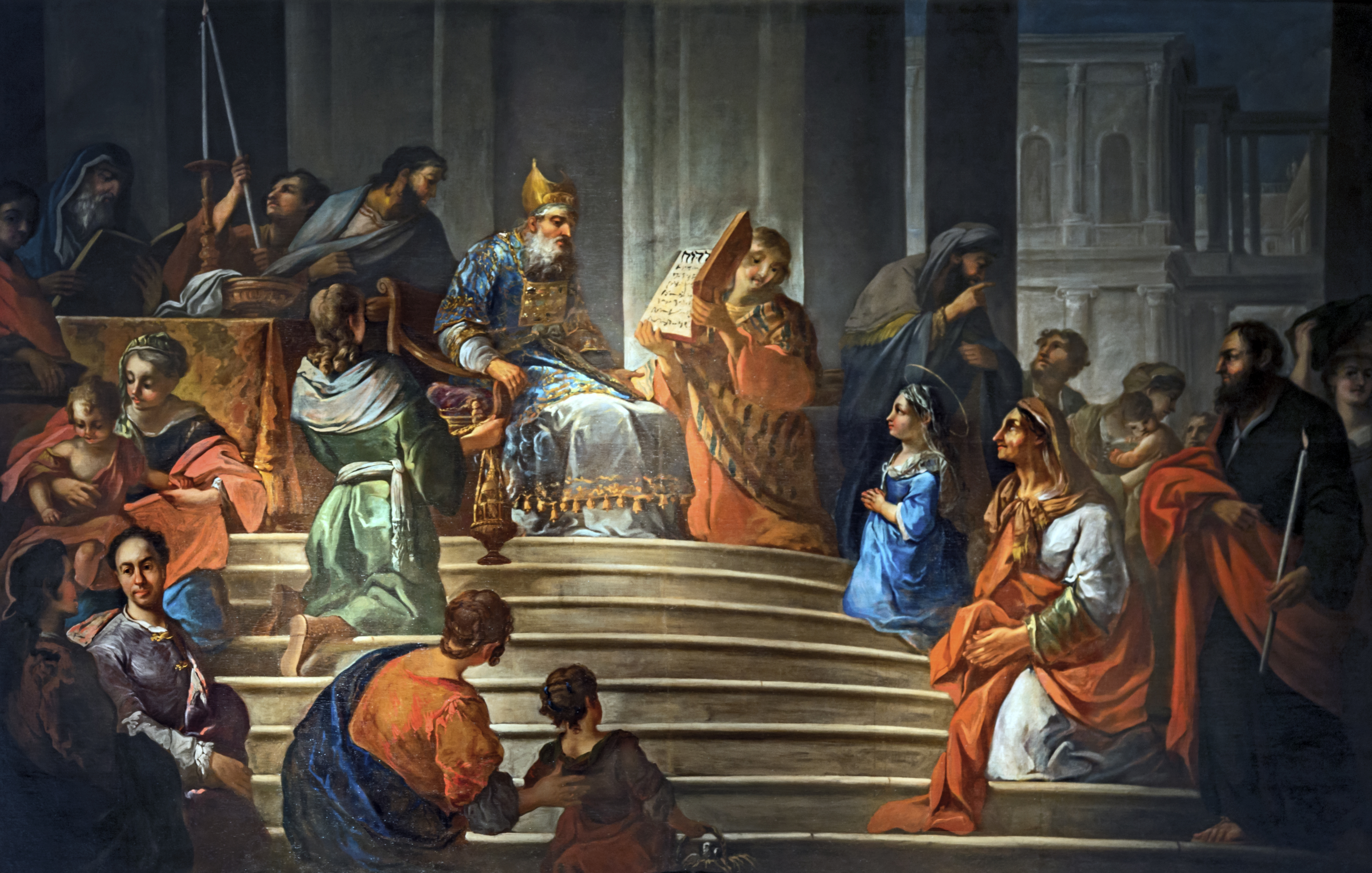
Presentazione di Maria al tempio
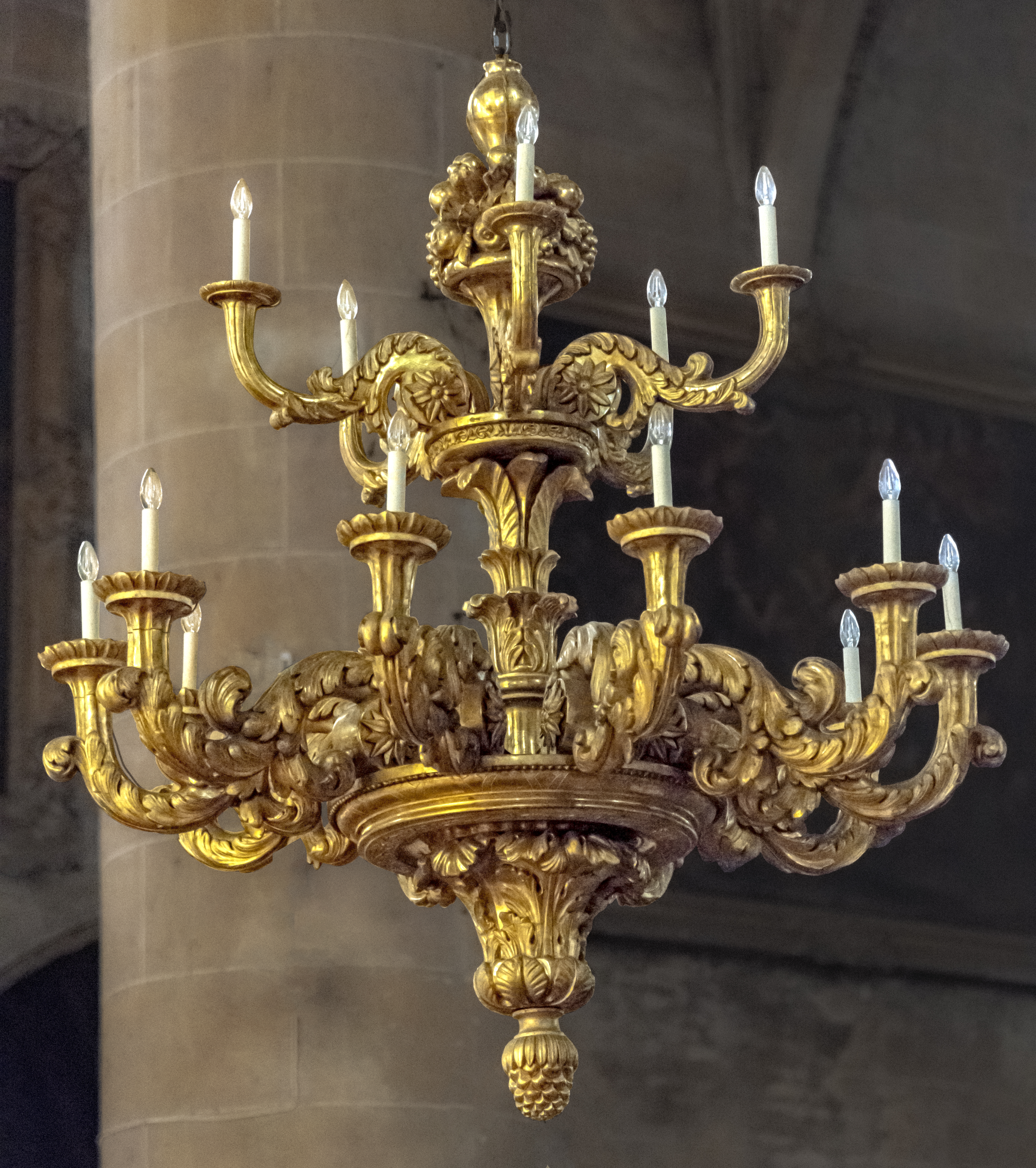
Lampadario in legno dorato nel XVIII secolo.

#### Coro
Il coro è di fattura notevole. Il suo ricco arredamento è costituito da una grande statua con diversi elementi che sono classificati come monumenti storici. La statua centrale che rappresenta l'Assunzione di Maria è incorniciata a sinistra da una statua di San Sebastiano e a destra da una statua di San Rocco, entrambe opera di Marc Arcis.

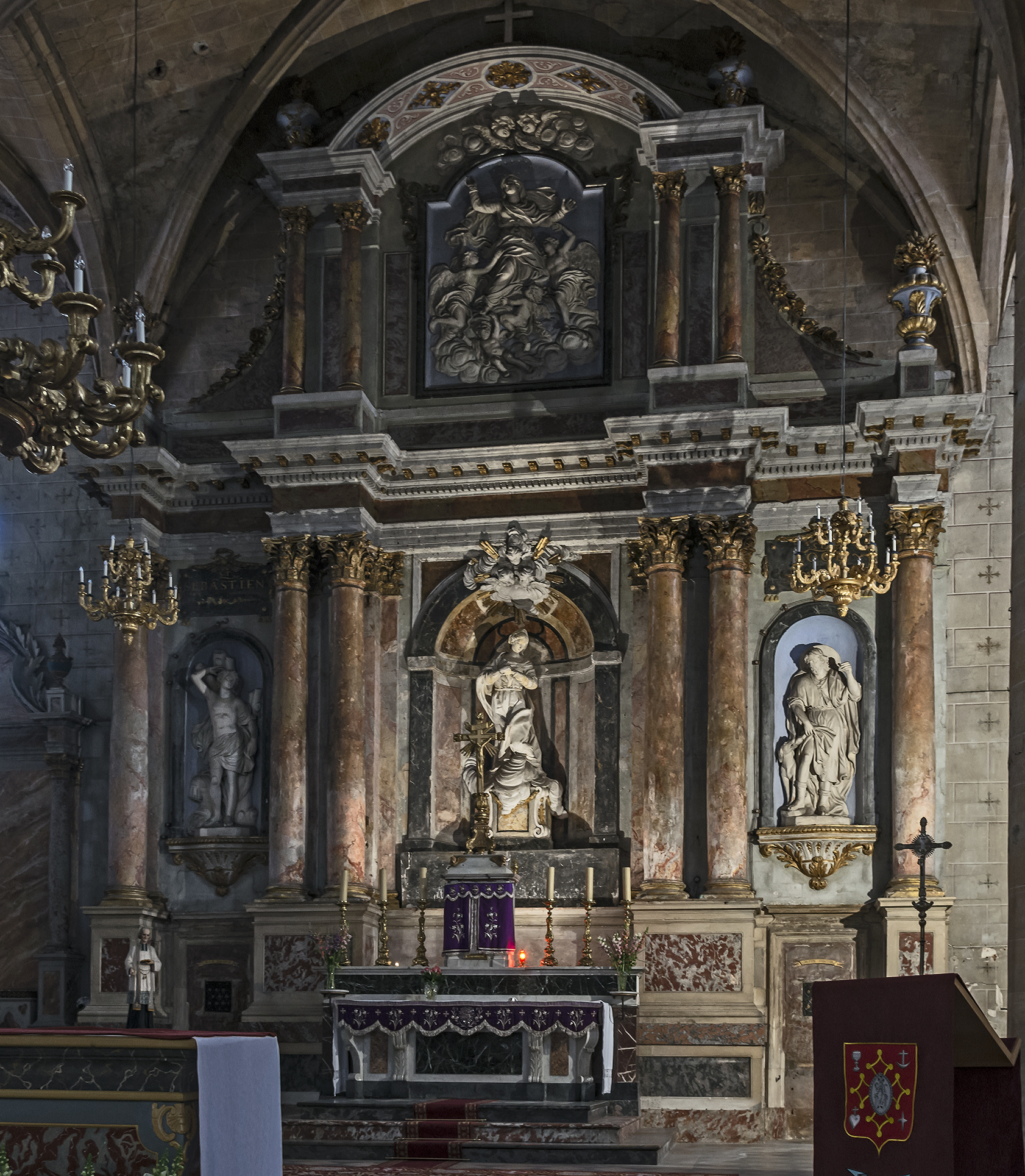
L'altare maggiore.
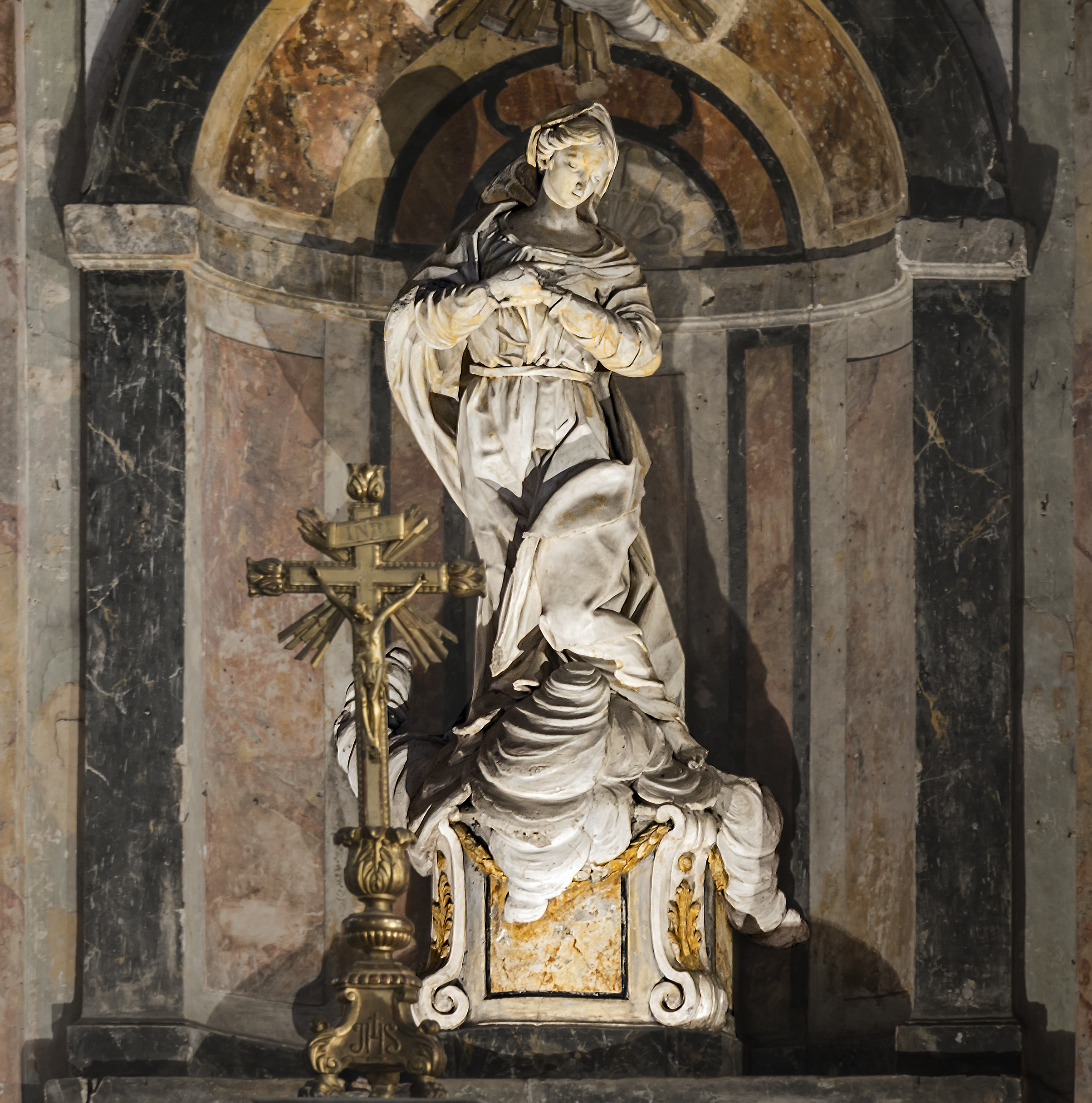
Statua di Nostra Signora dell'Assunzione.
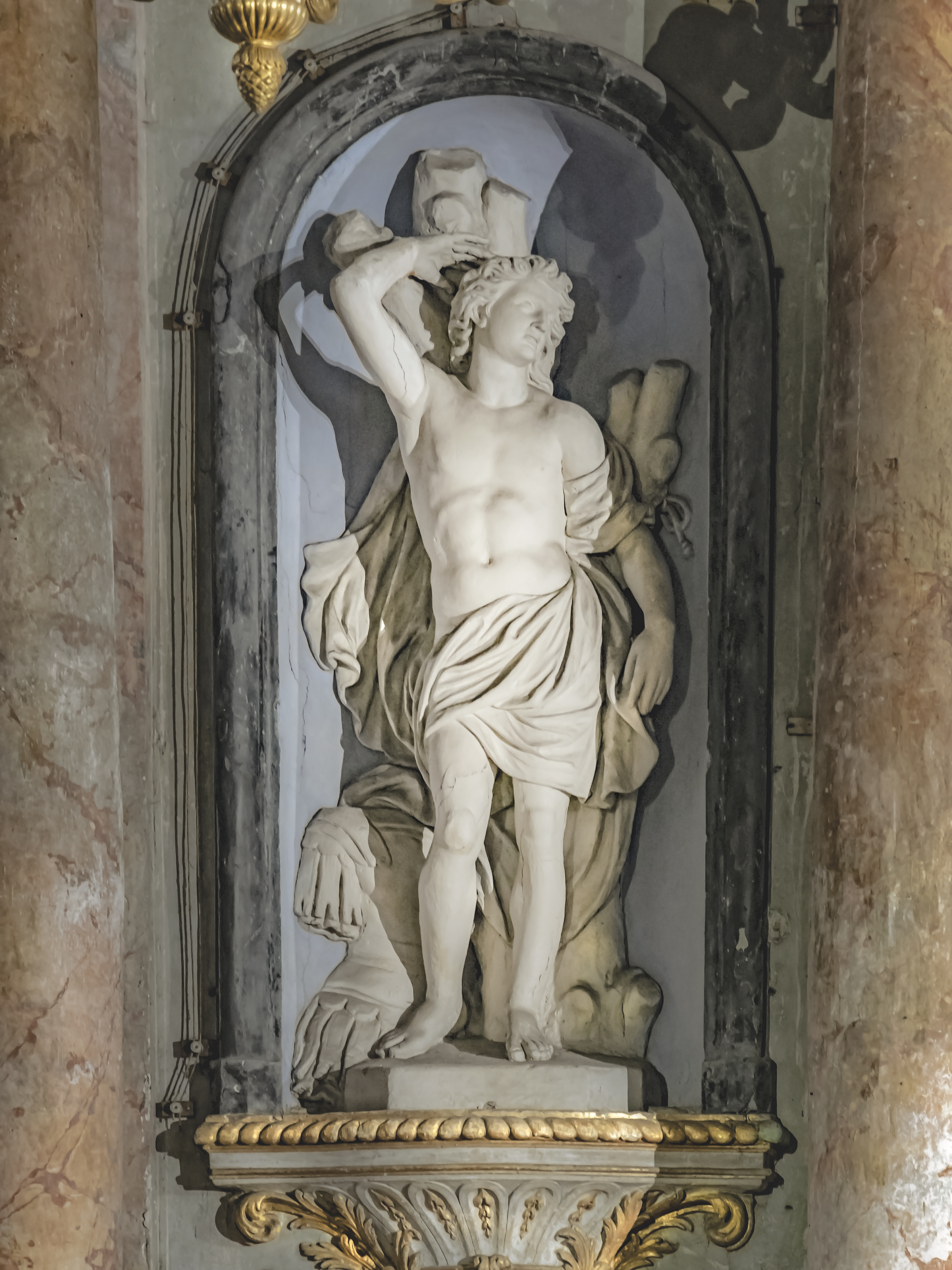
San Sebastiano.
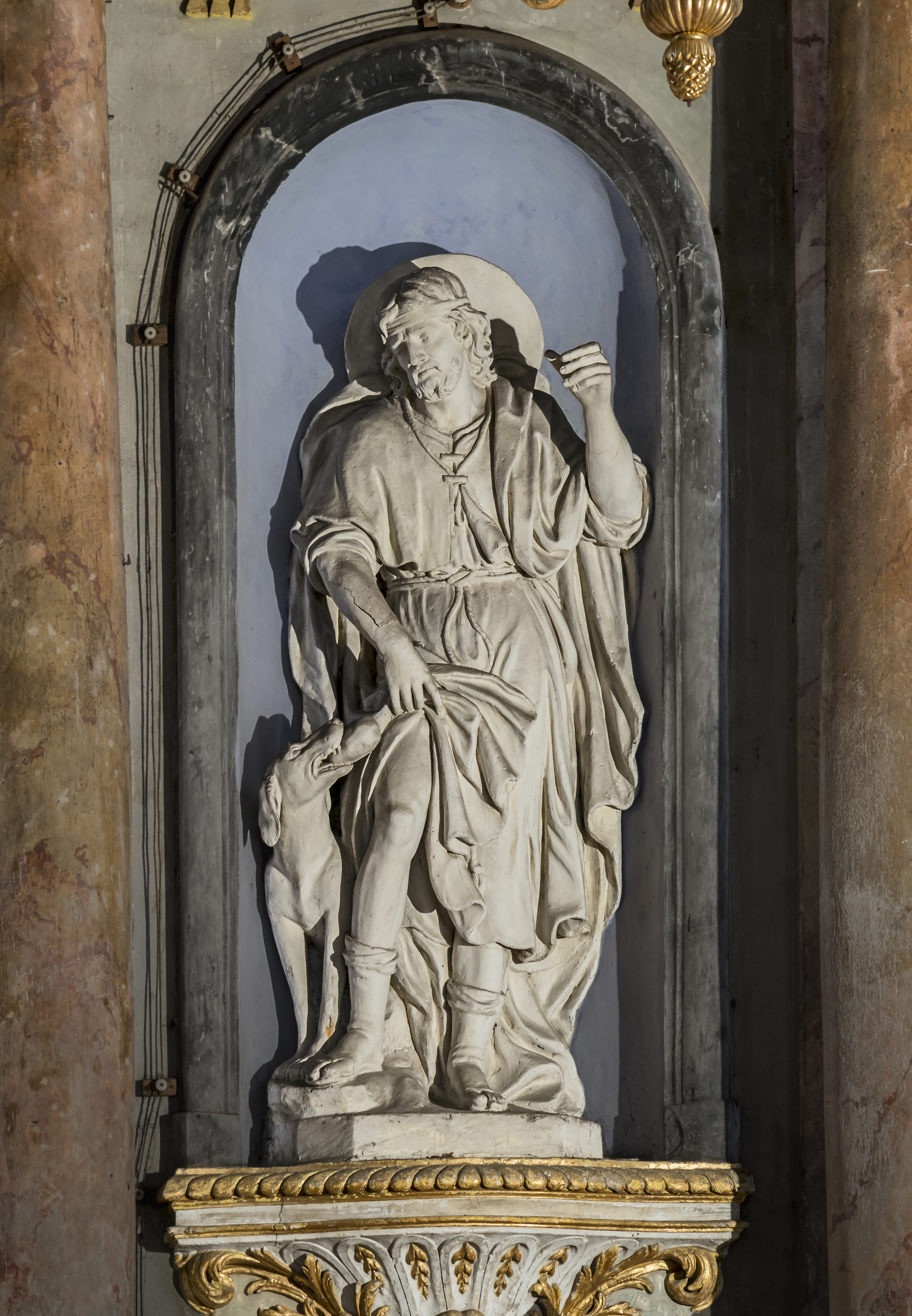
San Rocco.